# Tim Minchin

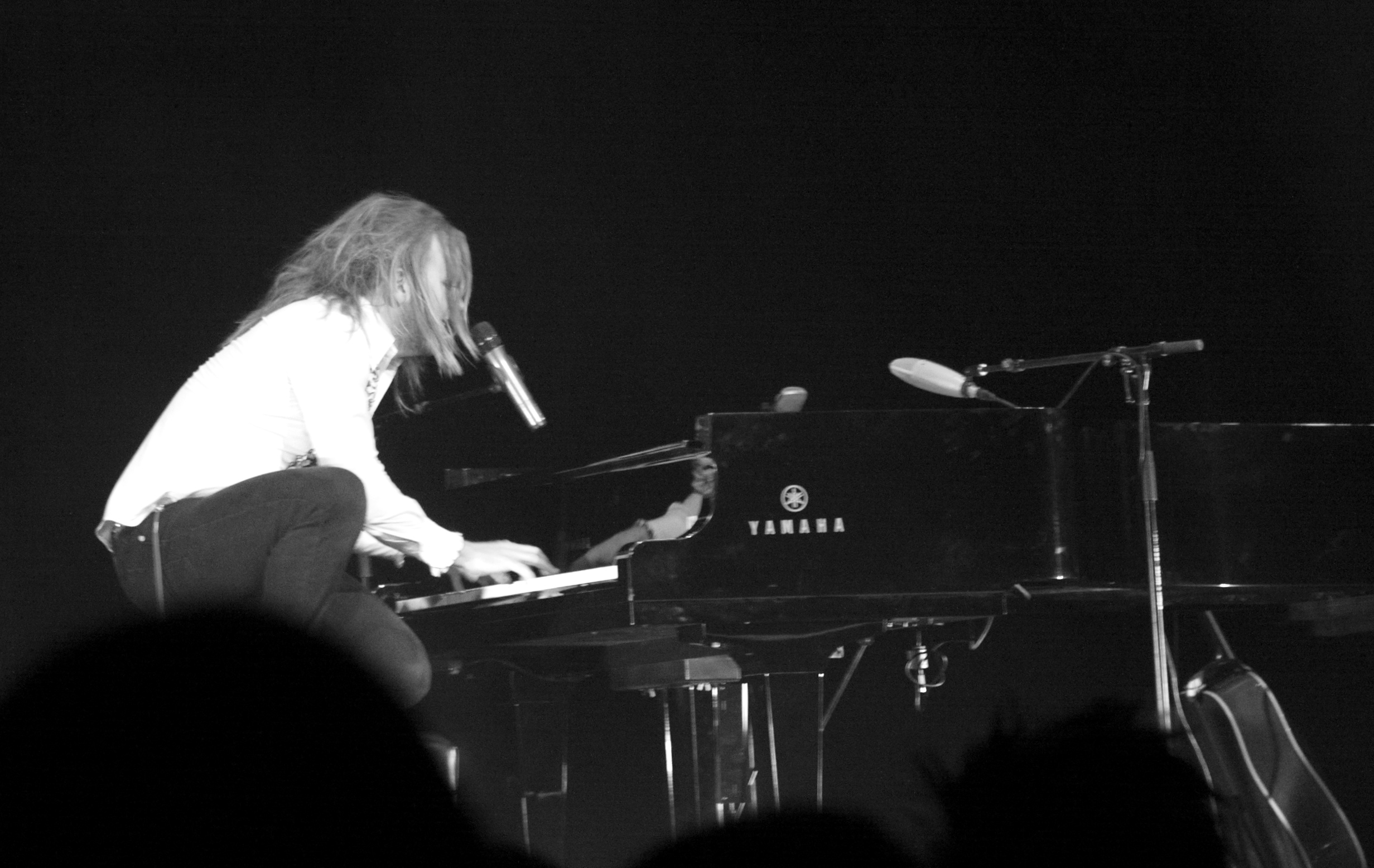
Minchin tocando el piano en el escenario.

Timothy David Minchin (Northampton, Reino Unido, 7 de octubre de 1975) es un comediante, actor y músico australiano.
Tim Minchin es principalmente conocido por su comedia musical, que es reproducida en seis CD, tres DVD y un número de shows en vivo realizados en varios países. También apareció en televisión en Australia, Inglaterra y Estados Unidos. Luego de crecer en Perth, Australia, concurrió a la University of Western Australia y a la Western Australian Academy of Performing Arts antes de mudarse a Melbourne en 2002. Su show, Dark Side lo puso en boca del público, logrando excelentes críticas en el Melbourne International Comedy Festival de 2005 y el Edinburgh Festival Fringe del mismo año.
Minchin tiene preparación teatral y apareció en varias producciones escénicas, además de en pequeños roles para la TV australiana. Un documental acerca de Minchin, Rock N Roll Nerd (dirigido por Rhian Skirving), fue lanzado teatralmente en 2008 y transmitido por ABC1 en 2009. Fue coescritor del musical ganador de los Olivier Awards, Matilda the Musical, basado en el libro Matilda, de Roald Dahl.

## Comedia musical

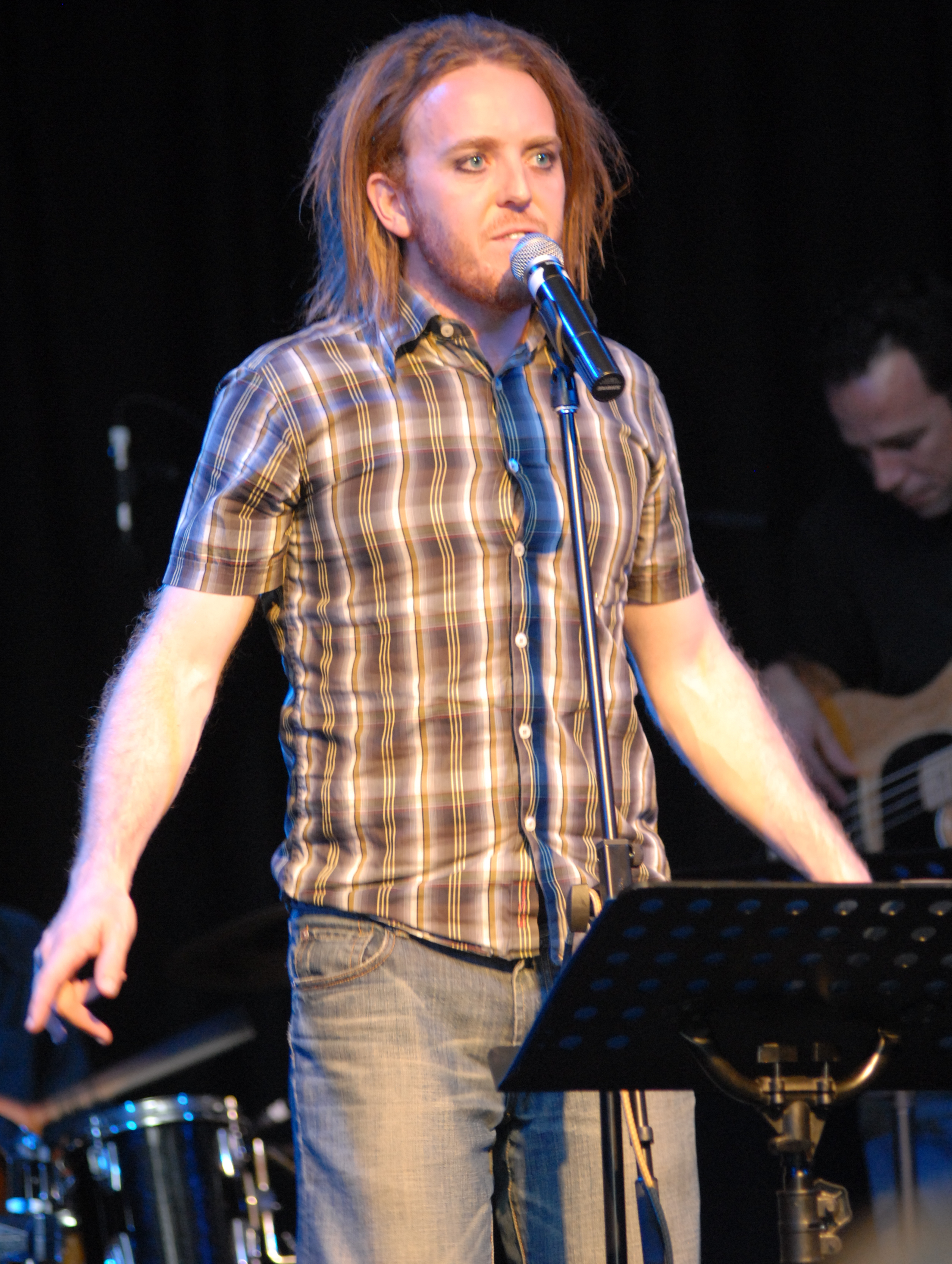
Tim Minchin

Minchin describe sus actuaciones como "shows divertidos de cabaret" y se ve a sí mismo principalmente como músico y compositor, en lugar de como comediante; sus canciones, dice, "sólo terminan siendo divertidas." Su razón para combinar las disciplinas de la música y la comedia fue revelada en una entrevista: "Soy buen músico para un comediante y un buen comediante para un músico, pero, si tuviera que hacer una de las dos de forma aislada, no sabría".
Sus espectáculos consisten primariamente de canciones cómicas y poesía de su autoría, con temas que van desde la sátira social hasta muñecas inflables, fetiches sexuales y sus ambiciones fallidas de ser estrella de rock. Entre canciones, realiza cortas performances stand-up. Muchas de sus canciones tratan sobre la religión, un tema con el que Minchin (ateo y fan de Richard Dawkins) dice estar "un poco obsesionado." Él argumenta que, como una de las más poderosas e influyentes fuerzas del mundo, la religión nunca debería quedar fuera de los límites de la sátira. Dice que su canción preferida para interpretar es Peace Anthem for Palestine, que refleja sus sentimientos acerca de conflictos religiosos. En octubre de 2010 fue reconocido como Partidario Distinguido de la British Humanist Association.

## Ateísmo y escepticismo
En el transcurso de su entrevista del año 2009 para el podcast Skeptic Zone, Tim definió su estilo de interpretación como uno que permite hacer aflorar cuestiones que pueden ser incómodas o polémicas para otras personas, como la "hipocresía moral sobre la idea de que la biblia es perfecta, el único lugar al que tienes que recurrir como guía moral... y sobre (obviamente) los prejuicios en la iglesia, su papel en la discriminación de los homosexuales... te encuentras desprevenido tanto cuando te estás riendo como cuando escuchas música. Todo lo que hago es que las cosas se puedan digerir cuando de otra manera serían indigestas."
Como hijo y nieto de cirujanos, Minchin se refirió a los enunciados de la "medicina alternativa" explicando que la clave está en las pruebas objetivas de su eficacia:

Estás en una posición de ventaja cuando entiendes el proceso científico porque todo lo que dices es '¿entiende usted que el gran problema de la humanidad fue averiguar cómo tomar decisiones sobre las cosas y al mismo tiempo desechar las debilidades humanas? Así pues, las pruebas basadas en anécdotas implican a toda su subjetividad: si lo hacemos de esta manera ya no tenemos eso nunca más. ¿Por qué, probablemente, entiende usted cuán potente es?' Y si no lo entienden, eso es lo que tiene que explicarles. Es algo tremendamente poderoso y muy básico.
Minchin explicó posteriormente su visión escéptica:

Siempre he sido ateo; en realidad, siempre he sido un empirista. Nunca he creído en fantasmas ni en mediums ni en nada de eso porque es muy sencillo: no hay que ser muy listo para decir  '¿En serio?'  O simplemente aplicar la Navaja de Occam, para decir, '¿es más probable que las almas hagan números de circo, o que estén hablando con un muerto? Y si es esto último ¿por medio de qué proceso? ¿Qué quieres decir con hablar con un muerto? ¿No está su tracto vocal podrido? Así que, sin un tracto vocal, ¿cómo hablan, y por qué medio?' No cuesta mucho trabajo ser escéptico en ese tema. Pero comprender realmente, como yo aún estoy aprendiendo, por qué la ciencia es tan poderosa, es un nuevo paso en el camino de ser aburrido en las fiestas nocturnas.
Recientemente, cuando se le preguntó si creía que el universo estaba lleno de vida, Minchin resumió, "la probabilidad puede ser de una entre infinito. Piénselo de esa forma, las posibilidades de que haya vida inteligente son, para mí, infinitamente mayores que la probabilidad de que haya un dios creador."
En una entrevista con el miembro del IIG John Rael, Minchin explica que lo que más le molesta de las creencias paranormales es el "alegato especial" por parte de las personas que afirman cosas vagas como "no hay daño en ello". Minchin afirma que cosas como reiki pueden ser muy poco dañinas, pero se pregunta "¿Dónde trazas la línea?" cuando se trata de la necesidad de pruebas reales si una terapia funciona o no. Afirma que es tan ateo como escéptico, y no entiende cómo alguien puede ser escéptico y seguir siendo religioso. "Si aplicas la duda a todo... toda eso de la religión es obviamente una fantasía."
En su poema del 'beat' Storm, que se centra en una discusión entre Minchin y un "hippie" que cree en diversas alternativas New Age en lugar de en la medicina de verdad, afirma: "La ciencia ajusta su visión tomando como base lo que se observa. La fe es el rechazo a la observación, de forma que dicha creencia se preserve."

## Discografía

### Álbumes
- Sit (2001)
- Darkside (2005)
- So Rock (2006)
- Ready For This? (2009)
- Live at the O2 (2010)
- Tim Minchin and The Heritage Orchestra (2011)

### Sencillos
- Drowned (2008)
- White Wine in the Sun (2009)
- The Pope Song (2010) - Como descarga gratuita en su sitio web[12]
- The Fence (2011)

### Compilados
- Laugh-a-poolooza (artista invitado) (2005)

### DVD
- So Live (2007)
- So F**king Rock Live
- So F**king Rock Live (Special Edition)
- Ready For This? (2010)
- Tim Minchin and the Heritage Orchestra (2011)

## Filmografía

### Actor
- 2008 – Two Fists, One Heart – Tom[13]
- 2010 – The Lost Thing – "The Boy" (voz)[14]
- 2013 - Californication - Atticus Fetch[15]
- 2018 - Robin Hood - Fraile Tuck
- 2021 - Petter Rabbit 2 The Runaway - Busker K. Bushy (voz)

## Premios
- 2005 Melbourne International Comedy Festival Directors' Choice Award for Dark Side'[16]
- 2005 Edinburgh Festival Fringe  Perrier Comedy Award, Best Newcomer
- 2005 Melbourne International Comedy Festival, The Groggy Squirrel Critics' Award[17]
- 2007 U.S. Comedy Arts Festival, Best Alternative Act[18]
- 2009 Helpmann Award for Best Comedy Performer[19]
- 2009 Green Room Awards, Cabaret: Best Original Songs[20]
- 2009 Green Room Awards, Cabaret: Best Artiste[20]
- 2010 Chortle Awards, Best Music or Variety Act[21]
- 2012 Olivier Awards: Best New Musical for Matilda The Musical[22]
- 2013 What's On Stage Awards, The W&P Longreach Best Supporting Actor in a Musical for Jesus Christ Superstar[23]
- 2016 Logie Award, Most Outstanding Supporting Actor for The Secret River(ABC)[24]